# Goldstrike
Goldstrike  (Gold Strike) is een Nederlands goudhoudende kaneellikeur gebrouwen door Lucas Bols.
Het heeft een alcoholpercentage van 50% en kan puur en eventueel gekoeld gedronken worden, maar leent zich voor mixdrankjes. De bekendste combinaties met Goldstrike zijn Gold Digger (met wodka), Fort Knox (met tonic), Black Gold (met cola), Royal Energy (met energy drink), Stuiterbal (met Blue Curacao), Fireball (met Fanta) en Bikkelbooster (met Jägermeister). 
Ook wordt hij wel gebruikt in een flatliner: doe in een borrelglas circa 40% sambuca, giet dan circa 20% tobasco op de achterkant van een theelepel boven op de sambuca en vervolgens het glas vullen met goldstrike, ook via de achterkant van de theelepel. Hierdoor ontstaan drie lagen.
Goldstrike wordt vaak genuttigd op een kenmerkende manier:
de goed gekoelde drank wordt in shotglaasjes geschonken, de "deelnemers" ademen uit en na het in een keer achterover gooien van het glaasje, worden de wijs- en middelvinger verticaal stevig op de lippen gedrukt. Door de kleine opening wordt vervolgens goed geïnhaleerd. Bij een variant hierop wordt gebruik gemaakt van een bierviltje: het shotglaasje wordt afgedekt met het bierviltje en er wordt met het glaasje geschud, vervolgens halen de deelnemers het bierviltje van het glaasje, gooien ze het glaasje in een keer achterover en plaatsen onmiddellijk het bierviltje terug op het shotglaasje om, gedurende de korte tijd die nodig is om de drank door te slikken, de damp ervan in het shotglaasje te houden. Na het zo snel mogelijk doorslikken van de drank wordt het bierviltje weer van het shotglaasje gehaald en wordt het shotglaasje tegen de mond gedrukt en de achtergebleven damp van de drank zeer krachtig geïnhaleerd. Deze methodes zijn ontstaan als drinkspelletje vanwege het feit dat vroeg of laat volledig inhaleren niet meer mogelijk is en er dus altijd wel iemand als proestende verliezer aangewezen kan worden. Tevens wordt Goldstrike vaak in brand gestoken om het vervolgens door een rietje op te drinken. 
De oorspronkelijke Nederlandse naam van deze goudlikeur is "Bruidstranen". Er worden onder die naam ook enkele likeuren verkocht die een alcoholpercentage hebben van rond de 30%. Deze worden gestookt uit gedestilleerd water, alcohol, suiker, kaneel, walnoot, zoethout en bevatten ook 23,9 karaats bladgoud of bladzilver; ook wel Silverstrike (Silver Strike) genaamd. Andere vergelijkbare goudhoudende likeuren zijn Goldwasser en Goldschläger.